# Ivor Guest, 1. vikomt Wimborne
Ivor Churchill Guest, 1. vikomt Wimborne (Ivor Churchill Guest, 1st viscount Wimborne, 2nd Baron Wimborne, 1st Baron Ashby St. Ledgers, 3rd Baronet Guest of Dowlais) (16. ledna 1873, Wimborne House, Londýn, Anglie – 14. června 1939, Wimborne House, Londýn, Anglie) byl britský státník z bohatého průmyslnického rodu. Během své kariéry dvakrát změnil politickou orientaci, původně byl poslancem Dolní sněmovny, od roku 1910 byl členem Sněmovny lordů. Za první světové války zastával funkci místokrále v Irsku (1915–1918), po odchodu do soukromí byl povýšen na vikomta. Byl bratrancem Winstona Churchilla, s nímž od mládí úzce spolupracoval.

## Kariéra

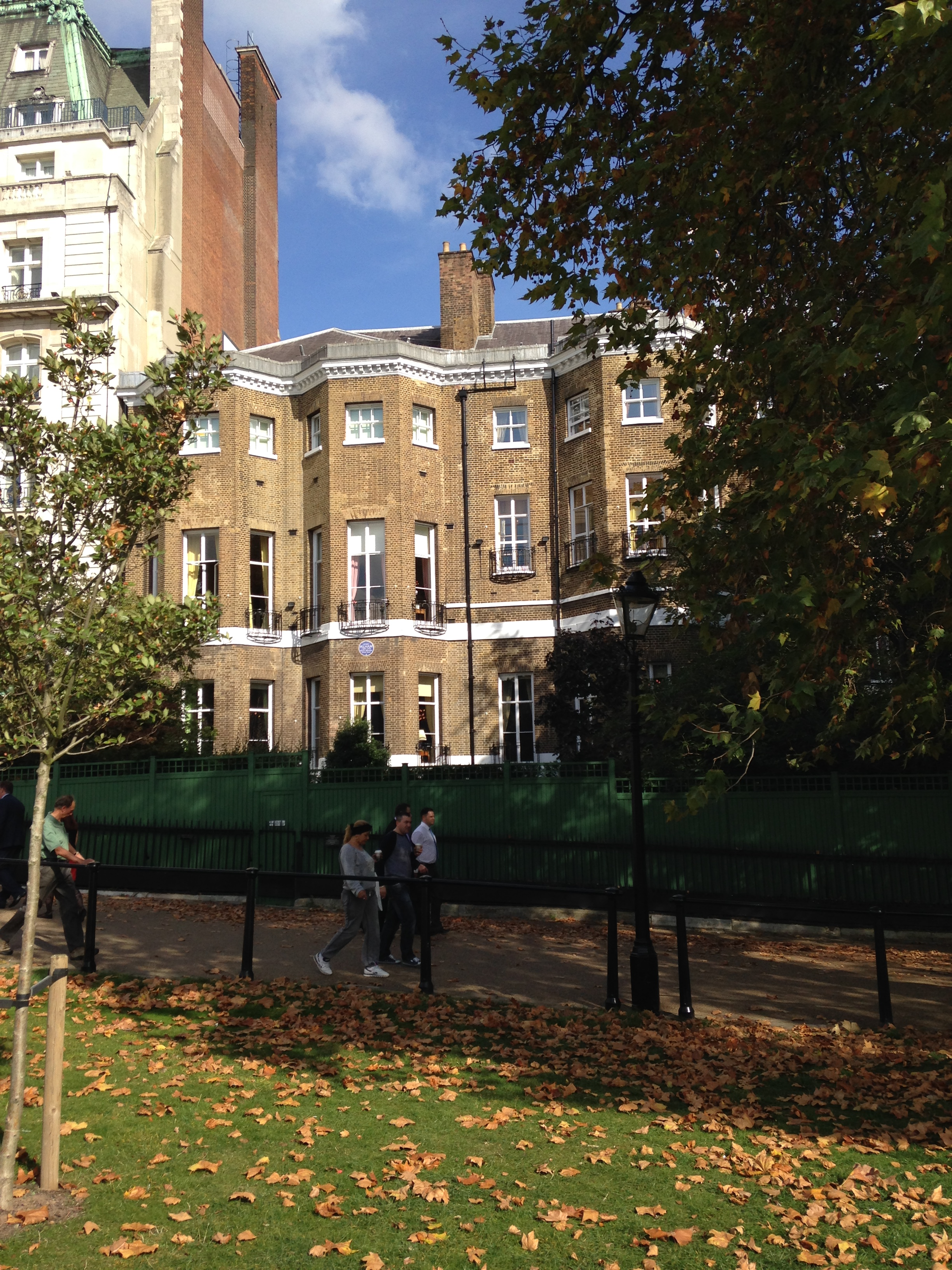
Rodová rezidence Wimborne House v Londýně

Pocházel z rodiny zbohatlé během 19. století v železářském průmyslu, zakladatelem podnikatelské dynastie byl John Josiah Guest (1785–1852). Ivor byl nejstarším synem Ivora Guesta, 1. barona Wimborna (1835–1914), jeho matkou byla Cornelia Spencer-Churchill (1847–1927), dcera 7. vévody z Marlborough. Studoval v Etonu a Cambridge, poté vstoupil do armády a zúčastnil se búrské války, po návratu do Anglie byl povýšen na kapitána (1902), mezitím byl šerifem v Glamorganu (1900–1901). Do parlamentu poprvé kandidoval neúspěšně v roce 1898, v letech 1900–1910 byl poslancem Dolní sněmovny za Konzervativní stranu, se svým bratrancem Winstonem Churchillem později přešel k liberálům. V roce 1910 získal titul lorda Ashby a vstoupil do Sněmovny lordů. V letech 1910–1912 byl členem vlády jako generální intendant armády, od roku 1910 byl též členem Tajné rady, v roce 1912 získal i členství v irské Tajné radě. Kromě toho zastával funkce u dvora (v letech 1913–1915 byl lordem komořím Jiřího V. a působil ve správních radách různých podniků, byl například ředitelem bankovního domu Barclays.
V roce 1914 zdědil po otci titul barona Wimborna a část z jeho rozsáhlého dědictví. Na počátku první světové války se krátce vrátil do aktivní vojenské služby, v únoru 1915 byl jmenován místokrálem v Irsku. Tehdejší postavení místokrále ve víceméně ceremoniální podobě se snažil změnit ve skutečně výkonný politický úřad, což se setkalo s nesouhlasem Irů. Nejen Wimbornovy aktivity nakonec vedly k vypuknutí Velikonočního povstání, které bylo násilně potlačeno a jeho předáci popraveni. Wimborne byl v červenci dočasně odvolán a správu Irska převzala čtyřčlenná komise lordů sudích. Již po měsíci se ale do funkce místokrále vrátil a vyšetřování proti němu v otázce podílu na vypuknutí povstání bylo zastaveno. Místokrálem nakonec zůstal až do května 1918, poté byl povýšen na vikomta a od té doby žil v soukromí.

## Rodina a majetkové poměry
Jeho manželkou byla Alice Grosvenor (1880–1948) z rodu vévodů z Westminsteru, dcera 2. barona z Ebury. Měli spolu čtyři děti, dcery se provdaly do skotských šlechtických rodin. Dědicem titulů byl syn Ivor Grosvenor Guest, 2. vikomt Wimborne (1903–-1967), který v mládí sloužil v armádě a před přechodem do Sněmovny lordů byl několik poslancem Dolní sněmovny (1935–1939).
Vikomt Wimborne měl tři mladší bratry, kteří zasedali v Dolní sněmovně, z nich vynikl především Frederick Edward Guest (1875–1937), který zastával nižší úřady ve vládě a nakonec byl ministrem letectva (1921–1922).
Rodovou rezidencí byl v letech 1867–1947 palác Wimborne House v centru Londýna, který je dnes součástí hotelového řetězce Ritz. Zakladatel sítě hotelů César Ritz měl zájem o Wimborne House již od konce 19. století, tehdy ale rodina Guestů odmítala.